# كارثة لوجنيكي
كارثة لوجنيكي كانت حادث تدافع مميتة وقعت في ملعب لوجنيكي في موسكو أثناء مباراة بين سبارتاك موسكو ونادي هارلم في الدوري الأوروبي 1982–83 في 20 أكتوبر 1982.وفقًا للتحقيق الرسمي، توفي 66 من مشجعي نادي سبارتاك موسكو ، معظمهم من المراهقين  مما جعله أسوأ كارثة رياضية في روسيا.لم يتم الكشف عن عدد القتلى رسميًا إلا في عام 1989 إي بعد مرور سبع سنوات على الحادث. حتى ذلك الحين، تفاوت هذا الرقم في التقارير الصحفية من 3 إلى 340 قتيلًا.